# カール・ロジャーズ
カール・ロジャーズ（Carl Ransom Rogers, 1902年1月8日 - 1987年2月4日）は、アメリカ合衆国の臨床心理学者。来談者中心療法(Client-Centered Therapy)を創始した。カウンセリングの研究手法として現在では当然の物となっている面接内容の記録・逐語化や、心理相談の対象者を患者（patient）ではなくクライエント（来談者：client）と称したのも彼が最初である。1982年、アメリカ心理学会によるアンケート調査「もっとも影響力のある10人の心理療法家」では第1位に選ばれた。学生時代に1度、その後も2度来日している。

## 生涯
イリノイ州オークパークにてプロテスタントの宗教的に厳格な家庭に生まれる。1919年にウィスコンシン大学に進学し、父の農園を継ぐために農学を専攻するが、YMCA活動を通じて、キリスト教に興味が移り、牧師を目指すために、史学に専攻を変える。
ウィスコンシン大学を卒業した2ヵ月後に、妻ヘレンと結婚する。ユニオン神学校に入学するが、牧師を目指す道に疑問を感じ、コロンビア大学教育学部で臨床心理学を学び、在学中ニューヨーク児童相談所の研修員になる。
卒業後、ロチェスター児童虐待防止協会で12年間臨床に携わる。
その中で、従来のカウンセリング理論に疑問を感じ、自らの理論的枠組みを形成し始める。
オハイオ州立大学、シカゴ大学、ウィスコンシン大学で教授職を得て、教育と研究に従事し、非指示的カウンセリングを提唱する。
これがのちに来談者中心療法と称されるようになり、さらにパーソンセンタードアプローチへと発展する。
ロジャーズは精神分析には否定的であったとされるが、ジークムント・フロイトの高弟のひとりオットー・ランクからの影響を明言している。
西部行動科学研究所に移籍後、人間研究センターを設立し、精力的にエンカウンターグループの実践、研究に携わる。
さらに、各国の紛争地域でエンカウンターグループを実施し、世界平和に力を注ぐ。1968年には、その記録映画のひとつ『出会いへの道（Journey into Self）』がアカデミー賞長編記録映画部門で最優秀作品賞を受賞した。

## 思想
ロジャーズのカウンセリング論の特徴は人間に対する楽観的な見方にあり、それはフロイトに見られるような原罪的な悲観論とは対照をなすものである。彼によれば、人間には有機体として自己実現する力が自然に備わっている。有機体としての成長と可能性の実現を行うのは、人間そのものの性質であり、本能である。カウンセリングの使命は、この成長と可能性の実現を促す環境をつくることにある。
自分自身を受容したとき、人間には変化と成長が起こる。カウンセラーは、クライエントを無条件に受容し、尊重することによってクライエントが自分自身を受容し、尊重することを促すのである。

## 著作（一部）
- Rogers, Carl, and Carmichael, Leonard (1939). The Clinical Treatment of the Problem Child. Boston; New York: Houghton Mifflin Company.
堀淑昭編、小野修訳『問題児の治療』岩崎学術出版社、1967年
- Rogers, Carl. (1942). Counseling and Psychotherapy: Newer Concepts in Practice. Boston; New York: Houghton Mifflin Company.
友田不二男訳『臨床心理學』創元社、1951年
友田不二男訳『カウンセリング』岩崎書店、1956年
佐治守夫編、友田不二男訳『カウンセリング』岩崎学術出版社、1966年
友田不二男編、児玉享子訳『カウンセリングの技術：ハーバート・ブライアンの例を中心として』岩崎学術出版社、1967年
佐治守夫編、友田不二男訳『カウンセリング』岩崎学術出版社、1977年
末武康弘、保坂亨、諸富祥彦訳『カウンセリングと心理療法：実践のための新しい概念』岩崎学術出版社、2005年
- Rogers, Carl. (1951). Client-Centered Therapy: Its Current Practice, Implications and Theory. London: Constable. ISBN 1-84119-840-4.
友田不二男訳『精神療法』岩崎書店、1955年
友田不二男訳『遊戯療法・集団療法』岩崎書店、1956年
友田不二男訳『人格の心理と教育』岩崎書店、1956年
保坂亨、諸富祥彦、末武康弘訳『クライアント中心療法』岩崎学術出版社、2005年
- Rogers, C.R. (1957). The necessary and sufficient conditions of therapeutic personality change. Journal of Consulting and Clinical Psychology, 21: 95-103.
- Rogers, Carl. (1959). A Theory of Therapy, Personality and Interpersonal Relationships as Developed in the Client-centered Framework. In (ed.) S. Koch, Psychology: A Study of a Science. Vol. 3: Formulations of the Person and the Social Context. New York: McGraw Hill.
- Rogers, Carl. (1961). On Becoming a Person: A Therapist's View of Psychotherapy. London: Constable. ISBN 1-84529-057-7.Excerpts
村山正治編訳『人間論』岩崎学術出版社、1967年
諸富祥彦、末武康弘、保坂亨訳『ロジャーズが語る自己実現の道』岩崎学術出版社、2005年
- Rogers, Carl. (1969). Freedom to Learn: A View of What Education Might Become. (1st ed.) Columbus, Ohio: Charles Merill. Excerpts
友田不二男編、伊東博ほか訳『創造への教育：学習心理への挑戦〔上・下〕』岩崎学術出版社、1972年
- Rogers, Carl. (1970). On Encounter Groups. New York: Harrow Books, Harper and Row, ISBN 0-06-087045-1
畠瀬稔、畠瀬直子訳『エンカウンター・グループ：人間信頼の原点を求めて』創元社、1982年
- Rogers, Carl. (1977). On Personal Power: Inner Strength and Its Revolutionary Impact.
畠瀬稔、畠瀬直子訳『人間の潜在力：個人尊重のアプローチ』創元社、1980年
- Rogers, Carl. (nd, @1978). A personal message from Carl Rogers. In: N. J. Raskin. (2004). Contributions to Client-Centered Therapy and the Person-Centered Approach. (pp. v-vi). Herefordshire, United Kingdom: PCCS Books, Ross-on-the-Wye. ISBN 1-898059-57-8
- Rogers, Carl. (1980). A Way of Being. Boston: Houghton Mifflin.
畠瀬直子監訳『人間尊重の心理学：わが人生と思想を語る』創元社、1984年
畠瀬直子訳『人間尊重の心理学：わが人生と思想を語る』創元社、2007年
- Rogers, Carl. and Stevens, B. (1967). Person to Person: The Problem of Being Human. Lafayette, CA: Real People Press.
ベアリー・スティヴンス共著、柘植明子、竹内粲訳『人は人によりてのみ：されど・・・心理学におけるこの新しい潮流』明治図書出版、1974年
- Rogers, Carl, Lyon, Harold C., & Tausch, Reinhard (2013) On Becoming an Effective Teacher—Person-centered Teaching, Psychology, Philosophy, and Dialogues with Carl R. Rogers and Harold Lyon. London: Routledge, ISBN 978-0-415-81698-4
- Rogers, C.R., Raskin, N.J., et al. (1949). A coordinated research in psychotherapy. Journal of Consulting Psychology, 13, 149–200. Cited in: N.J. Raskin, The first 50 years and the next 10. Person-Centered Review, 5(4), November 1990, 364–372.

## 参考図書
- 佐治守夫, 飯長喜一郎 編『ロジャーズ クライエント中心療法』　ISBN 4641090122
- 諸富祥彦『カール・ロジャーズ入門』
- ブライアン・ソーン（諸富祥彦監訳『カール・ロジャーズ』）

## 書目
- Farber, Barry A. The psychotherapy of Carl Rogers: cases and commentary (Guilford Press 1998).
- Hall, C.S. & Linzey, G. (1957). Rogers self-theory. "Theories of Personality". (pp. 515–551). NY; John Wiley & Sons, Inc.
- Thorne, Brian. Carl Rogers—Key Figures in Counselling and Psychotherapy series (Sage publications, 1992).
- Rogers, Carl, Lyon, Harold C., & Tausch, Reinhard (2013) On Becoming an Effective Teacher—Person-centered Teaching, Psychology, Philosophy, and Dialogues with Carl R. Rogers and Harold Lyon. London: Routledge, ISBN 978-0-415-81698-4
- Mearns and Thorne, Person Centred Counselling in Action (Sage 1999)